# Laboratorul Național Los Alamos

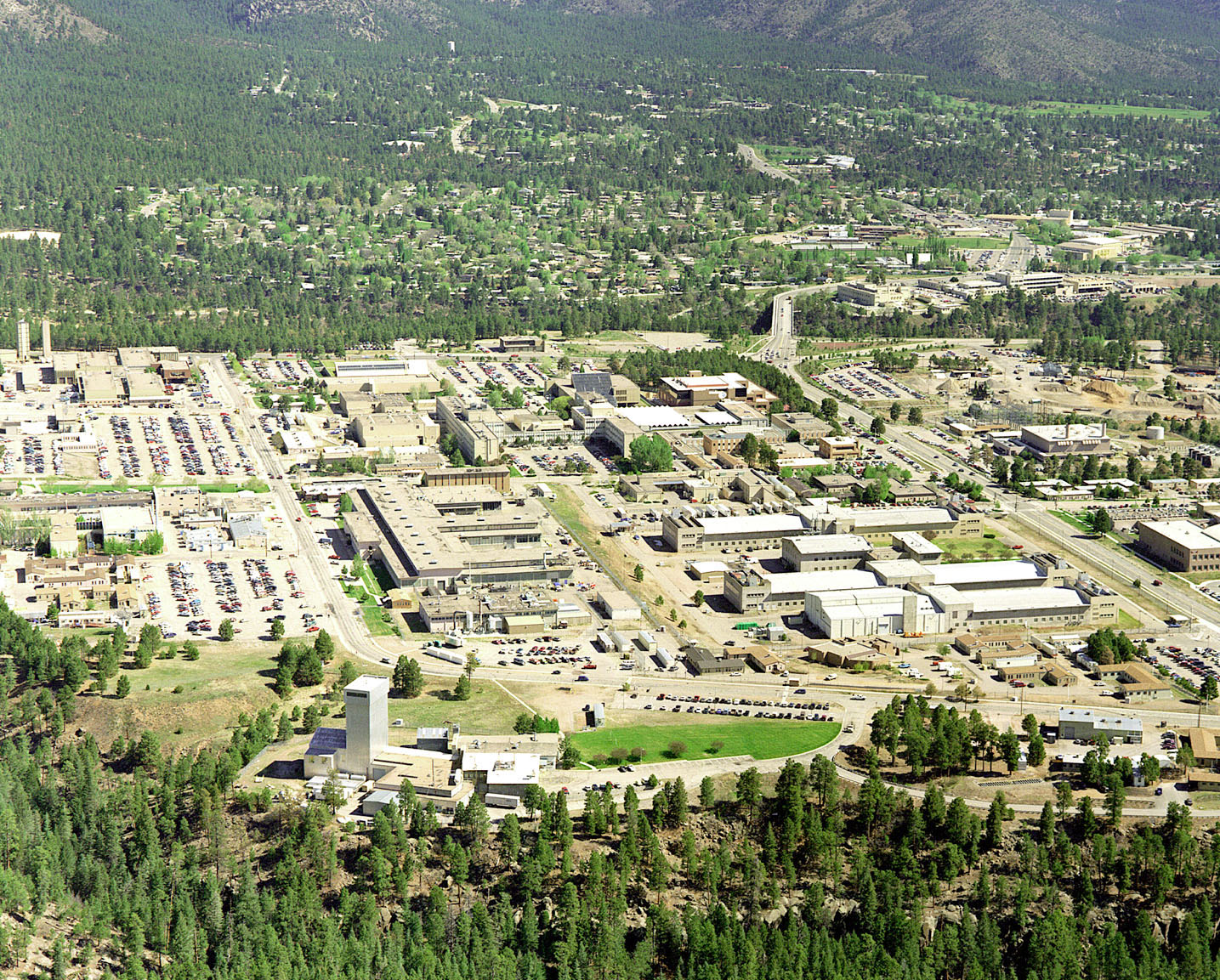
Laboratorul Național Los Alamos văzut din aer

Laboratorul Național Los Alamos (în engleză Los Alamos National Laboratory sau LANL; anterior denumit și Site Y,  Los Alamos Laboratory și Los Alamos Scientific Laboratory) este un laborator național al Departamentului american pentru Energie, gestionat de Los Alamos National Security, LLC (LANS), și aflat în Los Alamos, New Mexico. Laboratorul este unul dintre cele mai mari instituții științifice și tehnologice din lume, care efectuează cercetări multidisciplinare în domenii cum ar fi securitatea națională, spațiul cosmic, energia regenerabilă, medicină, nanotehnologie și supercalculatoare.
Este cea mai mare instituție, având cel mai mare număr de angajați din nordul statului New Mexico cu aproximativ 12.500 de angajați plus aproximativ 3.300 de persoane lucrând acolo sub contract. Aproximativ 120 de angajați ai Departamentului pentru Energie sunt detașați acolo pentru a supraveghea în numele guvernului federal lucrul desfășurat la LANL. Aproximativ o treime din stafful tehnic al laboratorului sunt fizicieni, un sfert sunt ingineri, o șesime sunt chimiști și ingineri de materiale, iar restul lucrează în domeniile matematicii și informaticii, biologiei, geoștiințelor și în alte discipline. Oameni de știință și studenți vin la Los Alamos ca vizitatori pentru a participa la proiecte științifice. Conducerea colaborează cu industria și cu mediul universitar atât în cercetări elementare cât și în cercetări avansate. Bugetul anual este de aproximativ 2,2 miliarde de dolari americani.
Los Alamos este unul dintre cele două laboratoare din Statele Unite unde se efectuează lucrări secrete în sensul proiectării de armament nuclear. Celălalt, deschis în 1952, este Laboratorul Național Lawrence Livermore.